# Ludzie z pociągu
Ludzie z pociągu – polski czarno-biały film wojenny z 1961 roku w reżyserii Kazimierza Kutza, zrealizowany na podstawie opowiadania Mariana Brandysa Chłopiec z pociągu.

## Fabuła
Film jest studium charakterologicznym społeczeństwa polskiego w dramatycznym czasie okupacji niemieckiej, którego reprezentacyjny przekrój stanowią pasażerowie zatrzymanego przez Niemców pociągu, poddani próbie człowieczeństwa podczas II wojny światowej na ziemiach polskich.

### Streszczenie
Czas po II wojnie światowej. Korjany, odludna stacyjka kolejowa położona na krawędzi lasu. Cała jej obsada to zawiadowca Kaliński i jego nastoletnia pomocnica. Z przejeżdżającego bez zatrzymania pociągu nagle ktoś wyrzuca bukiet kwiatów, co nie dziwi Kalińskiego. Pomocnica jednak domaga się od niego wyjaśnienia. Kaliński w swojej opowieści cofa się do II wojny światowej.
Na przełomie lata i jesieni 1943 roku na tej samej stacji kolejowej, z powodu uszkodzenia przedostatniego wagonu w pociągu osobowym, pasażerowie przymusowo odczepionych i pozostawionych dwóch ostatnich wagonów oczekują na kolejny pociąg, który zabierze ich dalej. Wśród nich są: konspirator Piotr oraz jego dziewczyna, chłopiec z psem, kobieta z małą Żydówką, szmuglerzy, karciarze, szmalcownik. W trakcie pobytu w poczekalni część niedoszłych pasażerów nawiązuje bliższe znajomości, część zaś (karciarze, szmalcownik) żeruje na słabszych pasażerach. Zawiadowca Kaliński, jedyny polski kolejarz na terenie stacyjki, robi co w jego mocy, by wszystkich wyprawić.
Między oczekującymi kręci się pijany niemiecki żandarm kolejowy, który gubi swoją broń automatyczną, co powoduje, że na stację przyjeżdża niemiecki patrol. Przybyły gestapowiec daje oczekującym pięć minut na ujawnienie się posiadacza broni, grożąc zdziesiątkowaniem pasażerów. Do zabrania automatu przyznaje się chłopak z psem. Zostaje przez Niemców brutalnie pobity. W ostatniej chwili zawiadowca stacji przyprowadza znalezionego w zagajniku pijanego żandarma, który po prostu zostawił swoją broń w poczekalni. Niemcy odjeżdżają wraz z żandarmem.

## Obsada
Źródło: FilmPolski.pl

- Jerzy Block − zawiadowca Kaliński
- Andrzej May − Piotr
- Janina Traczykówna − Anna
- Maciej Damięcki − chłopak z psem
- Zdzisław Tobiasz − bahnschutz
- Gustaw Lutkiewicz − Kwaśniewski
- Aleksander Fogiel − handlarz
- Bogdan Baer − szwagier handlarza
- Jerzy Turek − poznaniak

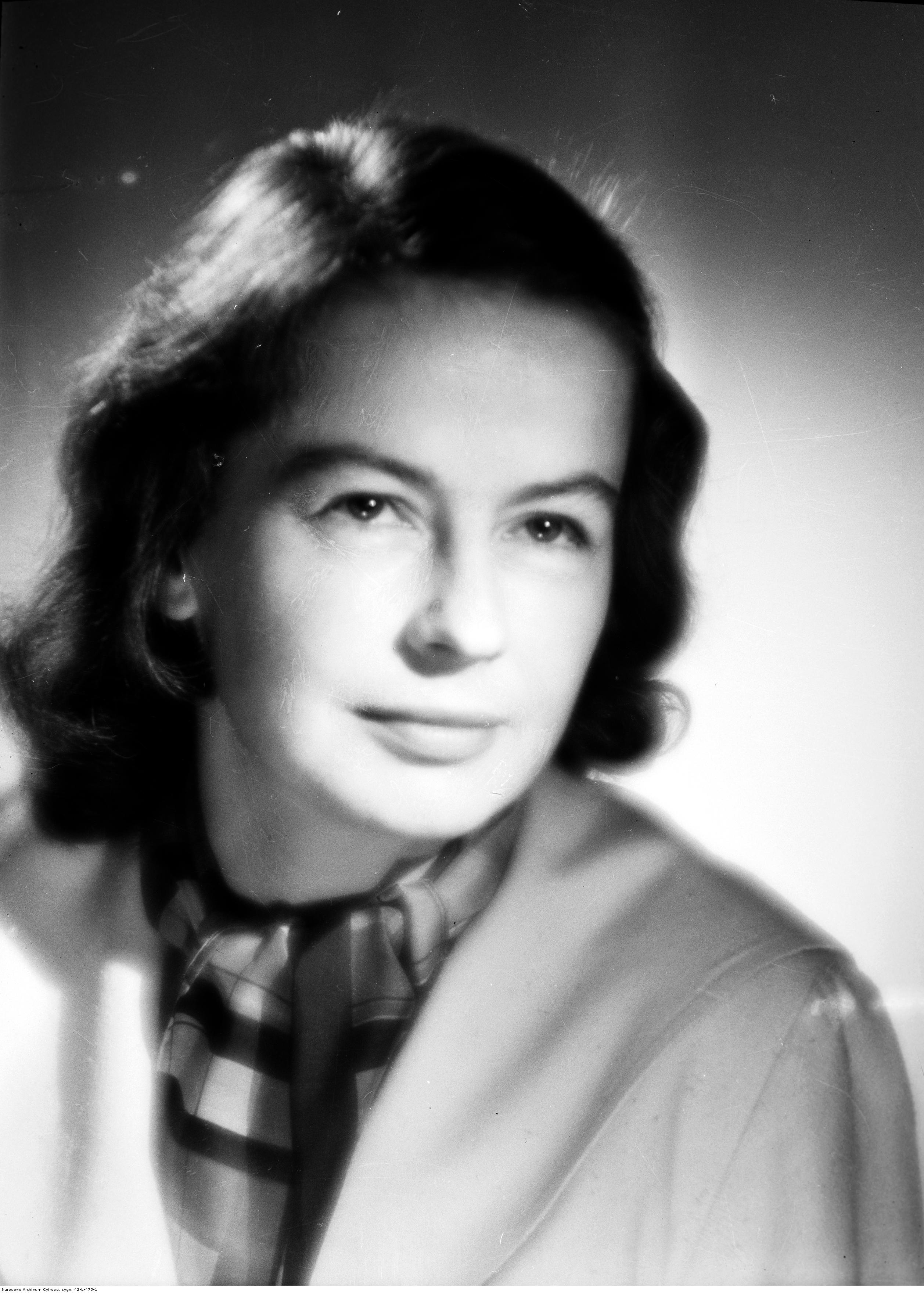
Danuta Szaflarska wystąpiła
w roli opiekunki żydowskiej dziewczynki

- Danuta Szaflarska − „ciocia” Marylki
- Małgorzata Dziedzic − Marylka
- Józef Pieracki − inwalida
- Zenon Burzyński − pasażer
- Andrzej Gazdeczka − karciarz
- Zdzisław Karczewski − karciarz
- Jan Zdrojewski − gestapowiec
- Jan Łopuszniak − tłumacz gestapowca
- Elżbieta Will − pomocnica Kalińskiego

## Produkcja
Film Ludzie z pociągu został wyprodukowany przez Zespół Filmowy „Kadr”. Scenariusz do filmu w reżyserii Kazimierza Kutza napisał Marian Brandys (autor pierwowzoru literackiego Chłopiec z pociągu) wraz z Ludwiką Woźnicką. Ścieżkę muzyczną opracował Tadeusz Baird. Premiera filmu odbyła się 11 maja 1961 roku.
Zdjęcia do Ludzi z pociągu nakręcił operator Kurt Weber, który brał odpowiedzialność za kształt artystyczny filmu na równi z Kutzem. Weber zastosował głębię ostrości, używając górnego rozproszonego światła, a zarazem zaciemniając pierwszy plan – tak, aby widz podpatrywał zachowania różnych bohaterów, nie martwiąc się o przeoczenie wydarzeń ważnych dla fabuły. Jak zauważył Mikołaj Góralik, Weber sprawnie wykorzystywał różnorodne środki wyrazu: „częściej niż kamerą z ręki operator posługiwał się skomplikowanymi jazdami i panoramami oraz zmianą perspektywy”.
Zdjęcia plenerowe do filmu zrealizowano na stacji kolejowej Kuriany, w województwie podlaskim.

## Nagrody
| Rok  | Instytucja                                | Nagroda                                      | Odbiorca       |
| ---- | ----------------------------------------- | -------------------------------------------- | -------------- |
| 1961 | Międzynarodowy Festiwal Filmowy w Locarno | Srebrny Żagiel                               | Kazimierz Kutz |
| 1962 | Ministerstwo Kultury i Sztuki             | Nagroda Ministra Kultury i Sztuki II stopnia | Kazimierz Kutz |